# Federico Stuven Olmos

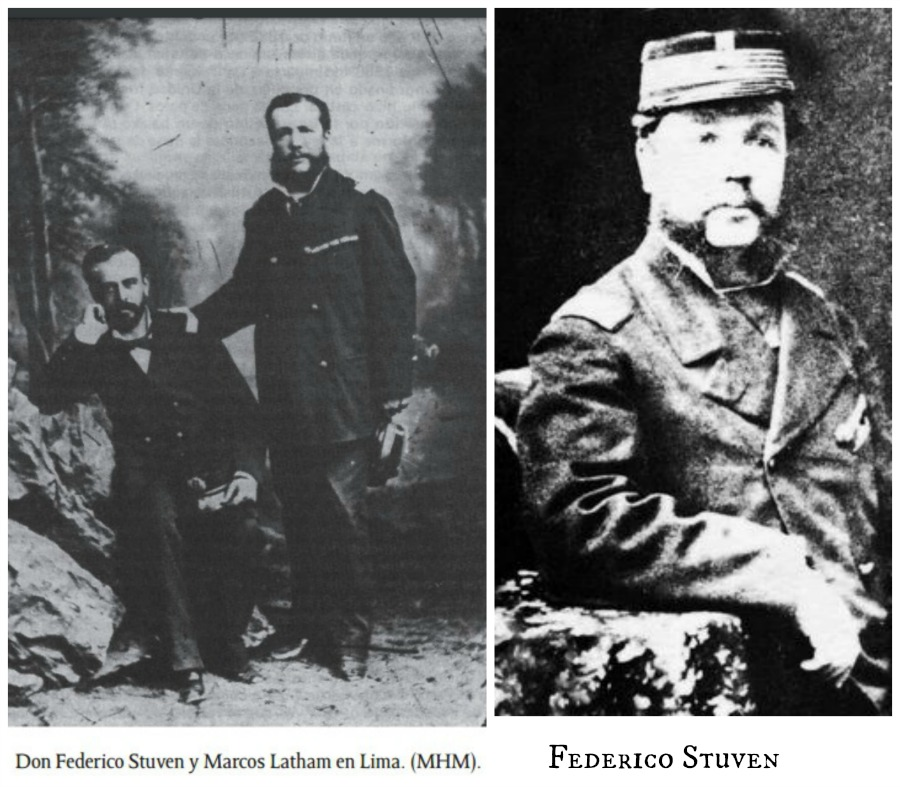
Dos fotos de Federico Stuven Olmos, a la izquierda con su amigo Marcos Latham, en Lima.

Federico Stuven Olmos (Valparaíso, 1843-1883) fue un ingeniero mecánico y militar chileno que participó en la Guerra del Pacífico. Creó en Valparaíso una fundición de cañones que fue muy útil durante la guerra. Fundó en el río Maipo una empresa productora de papel (conocida actualmente como la «Papelera»).

## Biografía
Hijo de Juan Stuven y Bárbara Olmos, estudió en Alemania, donde se graduó como ingeniero mecánico.
Entre 1866 y 1867, estando a cargo de la Maestranza Militar de Limache, fundió cañones para el ejército afectado por el reciente bombardeo de Valparaíso. 
Estuvo en Perú, donde montó ingenios azucareros. En Chile construyó una industria papelera en Puente Alto.
En 1873 publicó dos tomos de la Guía del ingeniero mecánico.

## Guerra del Pacífico
Durante la guerra usó sus conocimientos para instalar máquinas resecadoras de agua y abastecer de este vital elemento a las tropas chilenas en la campaña del desierto llegando a salvar al ejército en varias ocasiones.
Logró desactivar una carga de dinamita en el puente del ferrocarril de Moquegua puesta por el enemigo para destruir el tren del ministro Rafael Sotomayor.
En un grave accidente en la cuesta Pacay quedó herido fatalmente y falleció poco después.